# Hongkong West Kowloon
West Kowloon állomás, rövidítve WEK vagy ismert még mint Hongkong West Kowloon  (egyszerűsített kínai írással: 广州南站, tradicionális kínai írással: 香港西九龍站) a Kanton–Sencsen–Hongkong nagysebességű vasútvonal (XRL) hongkongi szakaszának déli végállomása és egyetlen állomása. Az állomás külön alagutakon keresztül csatlakozik a határon átnyúló kínai nagysebességű vasúthálózathoz, és magában foglal egy szárazföldi kikötőterületet, ahol a (szárazföldi) kínai törvények érvényesülnek. Az MTR Corporation Limited mint projektvezető építette a hongkongi kormány megbízásából, alvállalkozókon keresztül.
Az állomási terminál a Kowloon-félszigeten, a Nyugat-Kowloon kulturális negyedtől északra, az Airport Express és a Tung Chung vonal Kowloon állomása és a Tuen Ma vonal Austin állomása között található. Az új állomás alapterülete benyúlik a West Kowloon kulturális negyed földalatti szintjére.
Az állomás 2020. január 30. és 2023. január 15. között a COVID-19 járvány miatt bezárt. A korlátozott szolgáltatás 2023. január 15-én indult újra, a teljes szolgáltatás 2023. április 1-jén indult újra.

## Vasútvonalak
A pályaudvart az alábbi vonalak érintik:
- Kanton–Sencsen–Hongkong nagysebességű vasútvonal

## Kapcsolódó állomások
A vasútállomáshoz az alábbi állomások vannak a legközelebb:
- Futian Railway Station (Kanton Déli pályaudvar)